# Organokatalyse
Unter Organokatalyse versteht man in der Organischen Chemie die Katalyse organischer Reaktionen mit Hilfe kleiner, metallfreier organischer Moleküle, die aus den chemischen Elementen Kohlenstoff, Wasserstoff, Sauerstoff, Stickstoff, Schwefel und Phosphor aufgebaut sind. Der Begriff wurde durch den deutschen Chemiker Wolfgang Langenbeck geprägt. Im Jahr 2021 wurde den Chemikern Benjamin List und David MacMillan für ihre Forschung zur (asymmetrischen) Organokatalyse der Nobelpreis für Chemie zuerkannt.

## Geschichte

Benzoin-Addition

Als Beginn der Organokatalyse gilt die 1832 von Justus von Liebig und Friedrich Wöhler entdeckte Benzoin-Addition unter Cyanid-Katalyse zu aromatischen α-Hydroxyketonen (Benzoin).

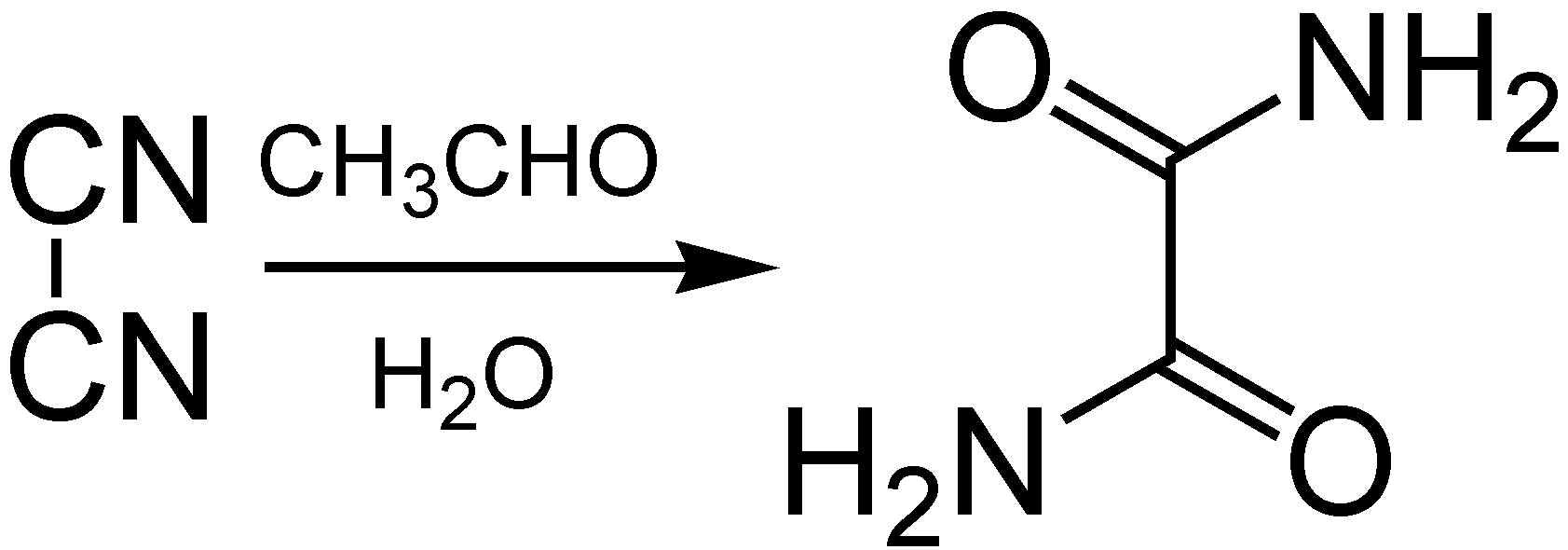
Liebigs Oxamid-Synthese aus Dicyan in Wasser.

Im Jahr 1859 entdeckte Justus von Liebig auch die Oxamid-Synthese aus Dicyan und Wasser in Gegenwart von Acetaldehyd. Liebig identifizierte Acetaldehyd als Katalysator für die Reaktion und erkannte in dessen Wirkung Parallelen zu den Fermenten (Enzymen).
Die erste asymmetrische organokatalytische Reaktion wurde 1912 von Georg Bredig und P. S. Fiske publiziert. So wurde die Cyanhydrinreaktion mit Benzaldehyd zu Mandelonitril mit Alkaloiden katalysiert. Die erreichten Enantiomerenüberschüsse lagen um 10 %.
Jahrzehnte später konnten erstmals beachtliche Stereoselektivitäten in einer organokatalytischen Reaktion erzielt werden. Als Katalysator wurde die Aminosäure Prolin [(S)- oder (R)-Prolin] in einer Robinson-Anellierung verwendet, die zum Wieland-Miescher-Keton führt. Diese Reaktion wird heute nach ihren Entdeckern Hajos-Parrish-Eder-Sauer-Wiechert-Reaktion genannt und besaß für die Totalsynthesen von Steroiden große Bedeutung.
Die ersten Umpolungskatalysatoren mit denen diese Reaktion auch mit aliphatischen Aldehyden durchgeführt werden konnte, wurden 1991 von Forschern der BASF entwickelt. Dabei werden Thiazolium-Katalysatoren verwendet. Weitere Katalysatoren mit ähnlicher Funktion basieren auf Triazoliumyliden und Perimidiniumyliden.
| Katalytische Umpolung |                     |                       |
| Thiazolium-Katalyse   | Triazolium-Katalyse | Perimidinium-Katalyse |
| Thiazolium-Katalyse   | Triazolium-Katalyse | Perimidinium-Katalyse |
Durch das Houk-Modell wurde das erste Mal ein schlüssiger Mechanismus für die metallfreie Enamin-Aldolreaktion analog zum Zimmerman-Traxler-Modell vorgeschlagen. Gekreuzte direkte Aldolreaktionen wurden unabhängig von Benjamin List, Carlos Barbas, Masakatsu Shibasaki und Barry Trost entwickelt. Über die erste organokatalytische gekreuzte Aldolreaktion von Aldehyden berichtete 2002 David MacMillan.

## Reaktionsmechanismus
Der Katalysator kann im Katalysezyklus kovalent an das Substratmolekül gebunden sein; in diesem Falle sind relativ hohe Konzentrationen des Organokatalysators erforderlich. Auch sind katalytische, nicht-kovalente Wechselwirkungen etwa über Wasserstoffbrückenbindungen möglich, die nur geringe Mengen des Katalysators erfordern.

### Kovalenter Mechanismus
Das Prinzip der meisten organokatalytischen Verfahren besteht darin, dass der Katalysator zuerst mit einem Reaktionspartner unter Ausbildung einer (reversiblen) kovalenten Bindung reagiert. In der prolinkatalytischen Aldolreaktion kondensiert (S)-Prolin zunächst an das eingesetzte Keton. Das entstandene Iminiumion tautomerisiert dann zum Enamin, das im nächsten Schritt nukleophil am eingesetzten Aldehyd angreift. Durch anschließende Hydrolyse wird das Produkt freigesetzt und (S)-Prolin zurückgebildet.
In der Reaktion wird die Stereoinformation durch das (chirale) (S)-Prolin übertragen. Die Carboxygruppe des (S)-Prolins aktiviert durch Ausbildung einer Wasserstoffbrückenbindung auch den Aldehyd. Die Reaktion verläuft über einen sechsgliedrigen sesselartigen Übergangszustand ähnlich dem Zimmerman-Traxler-Modell für Lithiumenolate. Der Substituent des Aldehyds liegt hierbei in der pseudo-äquatorialen Ebene.
Der Verlauf der Reaktion über einen sesselartigen Übergangszustand wurde zuerst durch quantenchemische Berechnungen von Houk postuliert und später von List experimentell durch Sauerstoffmarkierung bewiesen.
Wenn statt (S)-Prolin die nichtproteinogene Aminosäure (R)-Prolin eingesetzt wird, entsteht mit gleicher Stereoselektivität das enantiomere Aldol.

### Nicht-kovalente Organokatalyse

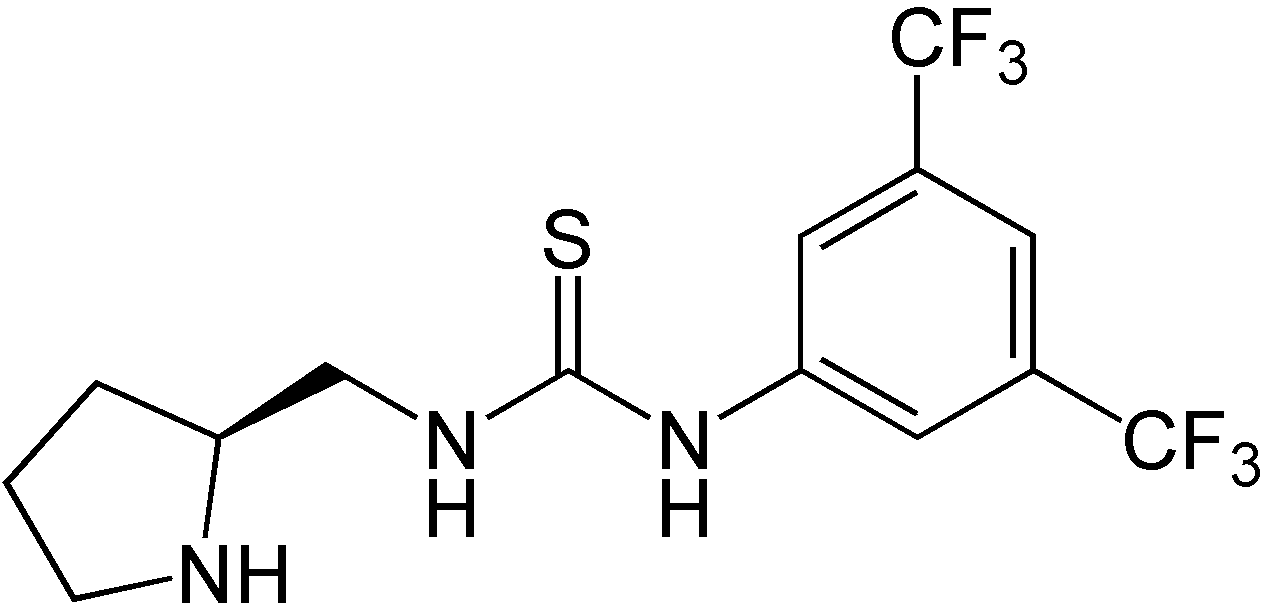
Ein Organokatalysator auf Thioharnstoffbasis

Bei der nicht-kovalenten Organokatalyse werden keine kovalenten Bindungen zum Katalysator ausgebildet. Sie basiert auf schwachen, gerichteten Wechselwirkungen zwischen einem Organokatalysator und dem zu aktivierenden Substrat. Nach diesem Prinzip reagieren auch viele Enzyme, die auch als Vorbild für die Entwicklung nicht-kovalenter Organokatalysatoren dienen. Als neutrale Wasserstoffbrückendonoren werden beispielsweise Derivate des Harnstoffs oder Thioharnstoffs eingesetzt. Als günstig haben sich hierbei Katalysatoren erwiesen, die elektronenarm sowie von starrer Struktur sind und einen Phenylring besitzen, der in 3-, 4- und/oder 5-Position elektronenziehende, nicht koordinierende Substituenten tragen.
Vorteile von Thioharnstoffderivaten (vor allem gegenüber traditionellen, metall-haltigen Lewis-Säure-Katalysatoren):
- nicht-kovalente Bindung am Substrat und somit geringe Produktinhibition
- niedrige Katalysatorbeladung (bis 0,001 mol%),[22] hohe TOF-Werte
- einfache und günstige Synthese und strukturelle Modifikation
- Anbindung an die Festphase; somit Rückgewinnung möglich
- nicht luft- oder wasserempfindlich, keine Inertgasatmosphäre nötig, unproblematische Handhabung
- ermöglichen Katalyse unter nahezu neutralen Bedingungen, Toleranz säurelabiler Substrate
- metall-frei, nicht toxisch wie viele metallhaltigen Lewis-Säure-Katalysatoren
- umweltverträglich („Grüne Chemie“)

## Reaktionen
Für folgende Reaktionen gibt es bereits wirksame Organokatalysatoren:
- Aldolreaktionen (z. B. Hajos-Parrish-Eder-Sauer-Wiechert-Reaktion)
- Michael-Additionen
- Mannich-Reaktionen
- α-Aminierungen
- Diels-Alder- und Hetero-Diels-Alder-Reaktionen
- Knoevenagel-Kondensationen
- Wittig-Umlagerungen
- Fluorierungen
- Reduktionen
- asymmetrische Stetter-Reaktionen
- Nitroaldol-Reaktion
- Shi-Epoxidierung
- Baylis-Hillman-Reaktion
- Ketonreduktion

### Von Naturstoffen abgeleitete Katalysatoren
Häufig wurden und werden von der Aminosäuren (S)-Prolin abgeleitete Katalysatoren verwendet. Auch vom (S)-Phenylalanin abgeleitete Katalysatoren werden oft angewandt.
Von den Cinchona(China)-Alkaloiden leiten sich einige in organokatalytischen Reaktionen verwendete Katalysatoren ab:
Auch von Weinsäure abgeleitete Katalysatoren, zum Beispiel TADDOLE werden in organokatalytischen Reaktionen verwendet:

### MacMillan-Katalysatoren
Die ersten Katalysatoren für enantioselektive organokatalytische Diels-Alder-Reaktionen wurden von MacMillan entwickelt: